# Pomesanien bispedømme
Pomesanien bispedømme var et af ni bispedømmer, som eksisterede i Den Tyske Ordensstat.
Bispedømmet blev grundlagt i 1243 samtidig med de tre andre bispedømmer i Preussen: (Kulm, Ermland og Samland bispedømme), og udgjorde den nordøstlige del af det senere Vestpreussen. Det blev opkaldt efter det gammelpreussiske landskab Pomesanien, som den Tyske orden havde erobret og kristnet.
Den tyske ridderorden var også verdslig hersker over to tredjedele af bispedømmet. Resten var formelt i biskoppen af Pomesaniens besiddelse (og udgjorde altså et højstift). På det kirkelige plan lå de preussiske bispedømmer fra 1255 under Riga ærkebispedømme. Biskoppens residens lå i Riesenburg (nu Prabuty), men bispedømmets katedral var domkirken i Marienwerder (Kwidzyn).
1523 gik den daværende biskop af Pomesanien og Samland, Georg af Polentz, over til den lutherske tro. To år senere blev den tyske ordensstat sekulariseret, og reformationen gennemført. Territoriet blev forvandlet til det verdslige, protestantiske hertugdømme Preussen. Pomesanien bispedømme blev derfor ophævet. Frem til 1587 fandtes der imidlertid protestantiske biskopper af Pomesanien. De dele af Pomesanien, som ved freden i Toruń i 1466 var tilfaldet Polen, forblev derimod katolske og blev lagt til Kulm bispedømme.

## Katolske biskopper
- Ernst (1248/49–1259)
- Albert (1259-1286)
  - Heinrich (1277/78–1292) (modbiskop)
- Heinrich (1286-1303)
- Christian (1303-1308/9)
- Ludeko (1309-1321)
- Rudolf (1321-1331)
- Bertold von Riesenburg (1331-1346)
- Arnold (1347-1360)
- Nikolaus von Radam (1360-1376)
- Johannes Mönch (1376-1409)
- Johannes Rymann (1409-1417)
- Gerhard Stolpmann (1417-1427)
- Johannes von Mewe (1427-1440)
- Kaspar Linke (1440-1463)
- Nikolaus (1464-1466)
- Vincent Kielbasa (1467-1478) (administrator)
- Johannes Christiani von Lessen (ca. 1480-1501)
- Hiob von Dobeneck (1501-1521)
- Georg af Polentz (1521-1523)

## Lutheranske biskopper
- Georg af Polentz (fra 1523 den første lutheranske biskop)
- Erhard af Queis (1523-1525)
- Paul Speratus (1530-1551)
- Georg von Venediger (1567-1574)
- Johannes Wigand (1575-1587)

53°44′09″N 18°55′17″Ø / 53.7358°N 18.9214°Ø